# Білшина (футбольний клуб)
ФК «Білшина» (біл. футбольны клуб «Белшына») — білоруський футбольний клуб з міста Бобруйська, заснований 1977 року (до 1995 року виступав під назвою «Шинник»). Від 1993 року бере участь у вищій лізі Білорусі (крім 2005 і 2007—2009 років).
11 травня 2023 року після скандалу з договірними матчами клуб був позбавлений 10 очок у сезоні 2023 року, а також 5 очок за участь у сезоні 2024.

## Досягнення
- Чемпіонат Білорусі:
  - Чемпіон: 2001
  - Срібний призер: 1997
  - Бронзовий призер: 1996, 1998
- Кубок Білорусі:
  - Володар: 1997, 1999, 2001
- Перша ліга Білорусі:
  - Переможець: 1992/1993, 2005, 2009
- Чемпіонат БРСР:
  - Чемпіон (6): 1926, 1958, 1972, 1973, 1978, 1987
  - Срібний призер (10): 1922, 1947, 1949, 1956, 1957, 1971, 1975, 1976, 1980, 1986
  - Бронзовий призер (7): 1924, 1928, 1936, 1946, 1948, 1950, 1970
- Кубок БРСР:
  - Володар (4): 1949, 1974, 1975, 1979
  - Фіналіст (7): 1939, 1951, 1966, 1973, 1977, 1980, 1991
- Кубок сезону БРСР:
  - Володар: 1988
  - Фіналіст: 1992

## Склад команди
| №  | Поз. | Нац.     | Гравець           |
| -- | ---- | -------- | ----------------- |
| 1  | ВР   | Білорусь | Андрій Щербаков   |
| 2  | ЗХ   | Білорусь | Олександр Шагойка |
| 3  | ЗХ   | Білорусь | Павло Пласконний  |
| 4  | ЗХ   | Білорусь | Михайло Горбачов  |
| 5  | ЗХ   | Білорусь | Євген Кисельов    |
| 6  | ПЗ   | Білорусь | Антон Бурко       |
| 7  | ПЗ   | Білорусь | Дмитро Турлін     |
| 9  | ПЗ   | Україна  | Олександр Батищев |
| 10 | ПЗ   | Україна  | Ярослав Богунов   |
| 11 | ПЗ   | Україна  | Ілля Галюза       |
| 15 | НП   | Білорусь | Роман Грибовський |

| №  | Поз. | Нац.     | Гравець             |
| -- | ---- | -------- | ------------------- |
| 14 | ЗХ   | Білорусь | Олексій Козлов      |
| 16 | ВР   | Білорусь | Матвій Францкевич   |
| 19 | ПЗ   | Білорусь | Володимир Хилькевич |
| 20 | ПЗ   | Білорусь | Антон Шрамченко     |
| 23 | ВР   | Білорусь | Олексій Сквернюк    |
| 25 | ВР   | Білорусь | Ілля Маталига       |
| 30 | ВР   | Білорусь | Борис Панкратов     |
| 88 | ЗХ   | Україна  | Артем Бобух         |
| 95 | ЗХ   | Білорусь | Антон Новиков       |
| 99 | НП   | Білорусь | Олександр Яцкевич   |